# Il re delle Ande
Il re delle Ande (Le roi des Andes) è un romanzo rosa di Delly pubblicato per la prima volta nel 1909.
I romanzi di Delly furono estremamente popolari fra gli anni dieci e gli anni cinquanta del 1900; alcuni di essi si collocano fra i più grandi successi editoriali dell'epoca.

## Trama
Ines e Giacomo di Brevys sono due fratelli orfani di entrambi i genitori. Allevati dal buon nonno in Normandia, alla sua morte vengono misteriosamente chiesti in tutela da un deputato socialista, Anatolio Blangard, che però si disinteressa di loro, rinchiudendoli in collegio. 
Dopo qualche anno, quando Ines ha diciotto anni ed il fratello quattordici, il deputato comunica loro che sarebbero partiti per una missione governativa in Perù, insieme ai figli del deputato, Massenzio ed Edmea, che ad Ines stanno molto antipatici per le loro idee anticlericali e per le loro maniere rozze e troppo liberali. Il deputato, sconsigliato da amici di recarsi in quella particolare regione, data la presenza di una particolare setta chiamata “Fratelli della Giustizia”, che non permette a nessuno di addentrarsi in quei territori, si procura una scorta armata tra i popolani socialisti di Parigi.
Arrivati in Perù, la spedizione viene spaventata da vari avvertimenti misteriosi, ma il deputato è fermamente deciso a mettersi in viaggio per visitare delle miniere per conto del governo francese. La verità è che i Blangard sanno che i due orfani sono eredi di un ricchissimo giacimento aurifero; per questa ragione il cinico deputato ha portato con sé i ragazzi. Ines viene corteggiata insistentemente da Massenzio, che vuole sposarla per la sua eredità; Giacomo invece rischia per due volte di morire per mano di Massenzio, che in modo subdolo attenta alla sua vita. Il ragazzo viene salvato entrambe le volte da un giovane ragazzo parigino della scorta, di nome Bille, che si dimostra gentile verso i fratelli.
Arrivati in prossimità della miniera, vengono catturati dai Fratelli della Giustizia e portati nel loro accampamento segreto: in verità una magnifica città, Solepto, in cima ad un altopiano. Il cabecilla (cioè il capo) è don Michele, in realtà un nobile francese, conte della Roche-Gléon, un giovanotto istruito dal padre a punire senza pietà qualsiasi forma di ingiustizia sociale. Esso ha creato una società segreta, con affiliati legati con spaventosi giuramenti, che si insinua ovunque in Francia ed in Perù. Il conte attinge la sua favolosa ricchezza e le enormi risorse economiche che servono a questo scopo dalla famosa miniera d’oro, che in realtà è una sua eredità.
Impietosito dalla bellezza e bontà di Ines, che si ammala per il rude trattamento subíto e per la cattiveria della cugina Edmea, che la lascia al freddo e senza cibo per accaparrarsi egoisticamente le scarse risorse riservate ai prigionieri, la fa curare dal dottore di Solepto e tratta lei, Giacomo e il buon Bille più come ospiti che come prigionieri.
Al deputato, al figlio ed agli uomini della scorta, bruti e criminali, invece don Michele riserva una sommaria giustizia e li condanna a morte, dopo aver elencato tutti loro piani criminali (compreso i tentativi di omicidio di Giacomo) in presenza dei due orfani. La perfida Edmea viene invece costretta a lavorare la terra e trattata brutalmente.
Ines e don Michele si sentono attratti l’una dall’altro, ma i sentimenti e comportamenti non cristiani del conte vengono rigettati dalla pia fanciulla: solo Dio è fonte di giustizia, nessun uomo può arrogarsi il diritto di decidere individualmente torti e punizioni, utilizzando metodi subdoli quali lo spionaggio . Don Michele, comprendendo che non potrà mai sposare Ines, le promette di liberare lei e suo fratello, purché giurino di mantenere il segreto.
Durante una breve assenza di don Michele, i prigionieri fuggono, trascinando con loro Ines; il conte ed i suoi uomini li inseguono e riescono a salvare la fanciulla. Tutti i Blangard muoiono nell’inseguimento e pure don Michele e la sua scorta rischiano la vita per via di un vulcano che erutta.
Tornata in Francia, la dolce Ines inizia a lavorare come dama di compagnia di una anziana nobildonna, mentre il fratello continua gli studi in collegio. Dopo qualche mese, ritorna a Parigi anche il conte della Roche-Gléon, il quale comunica ad Ines che ha riflettuto sulle sue parole e che ha deciso di sciogliere la società segreta; inoltre si istruirà nella religione cattolica. Dopo un anno circa, convertito ed innamorato, il conte sposa Ines; si dedicheranno non a punire, ma a riparare le ingiustizie sociali dandosi alla beneficenza attiva e fondando un circolo operaio, guidato dal buon Bille.